# 公子朝 (宋国)
公子朝（？—前609年），春秋时期宋国的公子。
宋昭公末年，前611年（周匡王二年、鲁文公十六年、宋昭公九年），华元担任右师，公孙友担任左师，华耦担任司马、鳞矔担任司徒，荡意诸担任司城，公子朝担任司寇。前609年（周匡王四年、鲁文公十八年、宋文公二年）十二月，宋文公杀死了母弟须和昭公的儿子，把宋武公、宋穆公的旁支后人驱逐出境，任命公孙师担任司城。这时，公子朝去世，宋文公任命乐吕做司寇，以安定国内的人心。